# 튀르키예의 국장

튀르키예의 비공식 국장

튀르키예는 현재 공식적인 국장을 갖고 있지 않다. 다만 여권 표지에는 튀르키예의 국기에 그려져 있는 초승달과 별을 튀르키예를 상징하는 문장으로 사용하고 있다.
튀르키예 외교부, 튀르키예의 재외공관에서는 빨간색 타원 안에 하얀색 초승달과 별이 그려져 있으며 초승달 별 위에는 튀르키예의 공식 명칭인 "튀르키예 공화국"("Türkiye Cumhuriyeti")이 튀르키예어로 쓰여져 있는 형태의 디자인을 한 국장을 사용하고 있다.
1925년에는 튀르키예 국가교육부가 국장 공모전을 실시했다. 공모전에서 당선된 화가인 나므크 이스마일(Namık İsmail)이 디자인한 국장에는 돌궐을 지배했던 괴크뵈뤼족(Gökbörü) 신화에 등장하는 늑대인 아세나(Asena)가 그려져 있었다. 그렇지만 이 문장은 튀르키예의 국장으로 채택되지 않았다.

## 그 외의 문장

튀르키예 외교부, 튀르키예의 재외공관이 사용하는 문장
튀르키예의 대통령 문장
튀르키예 대국민의회 문장

## 제안된 튀르키예의 국장

나므크 이스마일(Namık İsmail)이 디자인한 튀르키예의 국장 디자인

## 같이 보기
- 오스만 제국의 국장